# Reigoldswilertal
Das Reigoldswilertal (auch als Fünflibertal und hinteres Frenkental bezeichnet) ist ein Tal im Schweizer Kanton Basel-Landschaft. Es erstreckt sich entlang der Hinteren Frenke von der Hinteren Egg bis zum Zusammenfluss mit der Vorderen Frenke bei Bubendorf zur Frenke.

## Geographie
Das Reigoldswilertal ist politisch aufgeteilt zwischen dem Bezirk Liestal und dem Bezirk Waldenburg. Das geografische Einzugsgebiet umfasst streng genommen die Ortschaften Bubendorf, Ziefen und Reigoldswil im Schweizer Kanton Basel-Landschaft. Im weiteren Sinne werden auch die in Nebentälern gelegenen Dörfer Seltisberg und Lupsingen, Arboldswil, Titterten und Liedertswil sowie Lauwil und Bretzwil dazugezählt.

## Fünflibertal

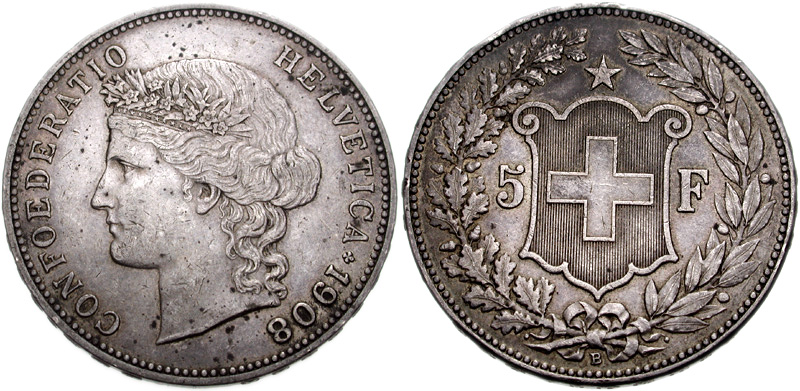
Fünfliber aus dem Jahre 1908

Zur Herkunft des Übernamens Fünflibertal gibt es verschiedene Erklärungen. Als Fünfliber wird in der Schweiz das Fünffrankenstück bezeichnet. Das Schweizerische Idiotikon gibt folgende Erklärung: 

«Das Reigoldswyler Tal in BsL. wurde Fünflibertal genannt, weil es von BsStdt mit Fünffrankentalern gegen die neue Regierung von BsL. aufgewiegelt worden sein sollte.»

Demgegenüber existiert auch die Erklärung, dass der Name aus der Zeit der Seidenbändelweberei im 19. Jahrhundert stamme. Damals hätte ein Grossteil der Talbevölkerung ihren Lebensunterhalt mit dem Weben von Seidenbändeln verdient. Diese wurden nach Basel verkauft. Da die Talbevölkerung skeptisch gegenüber den Geldscheinen aus Papier war, akzeptierten sie von den Basler Seidenherren nur Fünfliberstücke, wovon sich dann der Talname ableitete. Heute wird der Name Fünflibertal touristisch genutzt.